# Azille
Azille [azij]  est une commune française située dans le nord du département de l'Aude, en région Occitanie.
Sur le plan historique et culturel, la commune fait partie du Minervois, un pays de basses collines qui s'étend du Cabardès, à l'ouest, au Biterrois à l'est, et de la Montagne Noire, au nord, jusqu'au fleuve Aude au sud. Exposée à un climat méditerranéen, elle est drainée par le canal du Midi, l'Aude, l'Argent-Double, le ruisseau de Canet, le ruisseau de Naval, le ruisseau de l'Aiguille et par divers autres petits cours d'eau. La commune possède un patrimoine naturel remarquable composé de deux zones naturelles d'intérêt écologique, faunistique et floristique.
Azille est une commune rurale qui compte 1 125 habitants en 2022, après avoir connu un pic de population de 2 238 habitants en 1881. Ses habitants sont appelés les Azillois ou  Azilloises.
Le patrimoine architectural de la commune comprend cinq immeubles protégés au titre des monuments historiques : l'église Saint-Julien-et-Sainte-Basilisse, classée en 1912, la chapelle Saint-Étienne de Vaissière, inscrite en 1948, la chapelle des Clarisses, inscrite en 1948, la maison Cros, inscrite en 1948, et le canal du Midi (Aqueduc de l'étang de Jouarres), inscrit en 1948.

## Géographie

### Localisation
Azille est une commune du Minervois située au pied de la Montagne Noire, dans l'IGP vin de pays des Coteaux-de-Peyriac. Elle est limitrophe du département de l'Hérault.

### Communes limitrophes
Les communes limitrophes sont  Homps, La Livinière, La Redorte, Olonzac, Pépieux, Rieux-Minervois, Siran et Tourouzelle.
| La Livinière (Hérault) | Siran (Hérault) | Pépieux, Olonzac (Hérault) |
| Rieux-Minervois        | Azille          | Homps                      |
|                        | La Redorte      | Tourouzelle                |

### Géologie et relief
Azille se situe en zone de sismicité 2 (sismicité faible).

### Hydrographie
La commune est dans la région hydrographique « Côtiers méditerranéens », au sein du bassin hydrographique Rhône-Méditerranée-Corse. Elle est drainée par le canal du Midi, l'Aude, l'Argent-Double, le ruisseau de Canet, le ruisseau de Naval, le ruisseau de l'Aiguille, le ruisseau de Georges, le ruisseau de l'Aiguille, le ruisseau de l'Etang de Jouarres, le ruisseau de Rossignol, le ruisseau de Sainte-Cécile, le ruisseau des Ames, le ruisseau des Arjalagues, le ruisseau de Vidal et, constituant un réseau hydrographique de 34 km de longueur totale,.
Le canal du Midi, d'une longueur totale de 239,8 km, est un canal de navigation à bief de partage qui relie Toulouse à la mer Méditerranée depuis le XVIIe siècle.
L'Aude, d'une longueur totale de 223,59 km, prend sa source dans la commune des Angles et s'écoule du sud vers le nord. Il traverse la commune et se jette dans le golfe du Lion à Fleury, après avoir traversé 73 communes.
L'Argent-Double, d'une longueur totale de 37,4 km, prend sa source dans la commune de Lespinassière et s'écoule vers le sud. Il traverse la commune et se jette dans l'Aude à La Redorte, après avoir traversé 8 communes.
Le ruisseau de Canet, d'une longueur totale de 10,9 km, prend sa source dans la commune de Félines-Minervois et s'écoule vers le sud-est. Il traverse la commune et se jette dans l'Argent-Double sur le territoire communal, après avoir traversé 6 communes.
Le ruisseau de Naval, d'une longueur totale de 18,8 km, prend sa source dans la commune de Caunes-Minervois et s'écoule vers le sud-est. Il traverse la commune et se jette dans l'Aude à La Redorte, après avoir traversé 6 communes.

### Climat
Pour des articles plus généraux, voir Climat de l'Occitanie et Climat de l'Aude.
En 2010, le climat de la commune est de type climat méditerranéen franc, selon une étude s'appuyant sur une série de données couvrant la période 1971-2000. En 2020, Météo-France publie une typologie des climats de la France métropolitaine dans laquelle la commune est exposée à un climat méditerranéen et est dans la région climatique Provence, Languedoc-Roussillon, caractérisée par une pluviométrie faible en été, un très bon ensoleillement (2 600 h/an), un été chaud (21,5 °C), un air très sec en été, sec en toutes saisons, des vents forts (fréquence de 40 à 50 % de vents > 5 m/s) et peu de brouillards.
Pour la période 1971-2000, la température annuelle moyenne est de 14,5 °C, avec  une amplitude thermique annuelle de 16,2 °C. Le cumul annuel moyen de précipitations est de 606 mm, avec 7,2 jours de précipitations en janvier et 3,2 jours en juillet. Pour la période 1991-2020 la température moyenne annuelle observée sur la station météorologique la plus proche, située sur la commune de Caunes-Minervois à 12 km à vol d'oiseau, est de 13,9 °C et le cumul annuel moyen de précipitations est de 768,1 mm,. Pour l'avenir, les paramètres climatiques de la commune estimés pour 2050 selon différents scénarios d’émission de gaz à effet de serre sont consultables sur un site dédié publié par Météo-France en novembre 2022.

### Milieux naturels et biodiversité

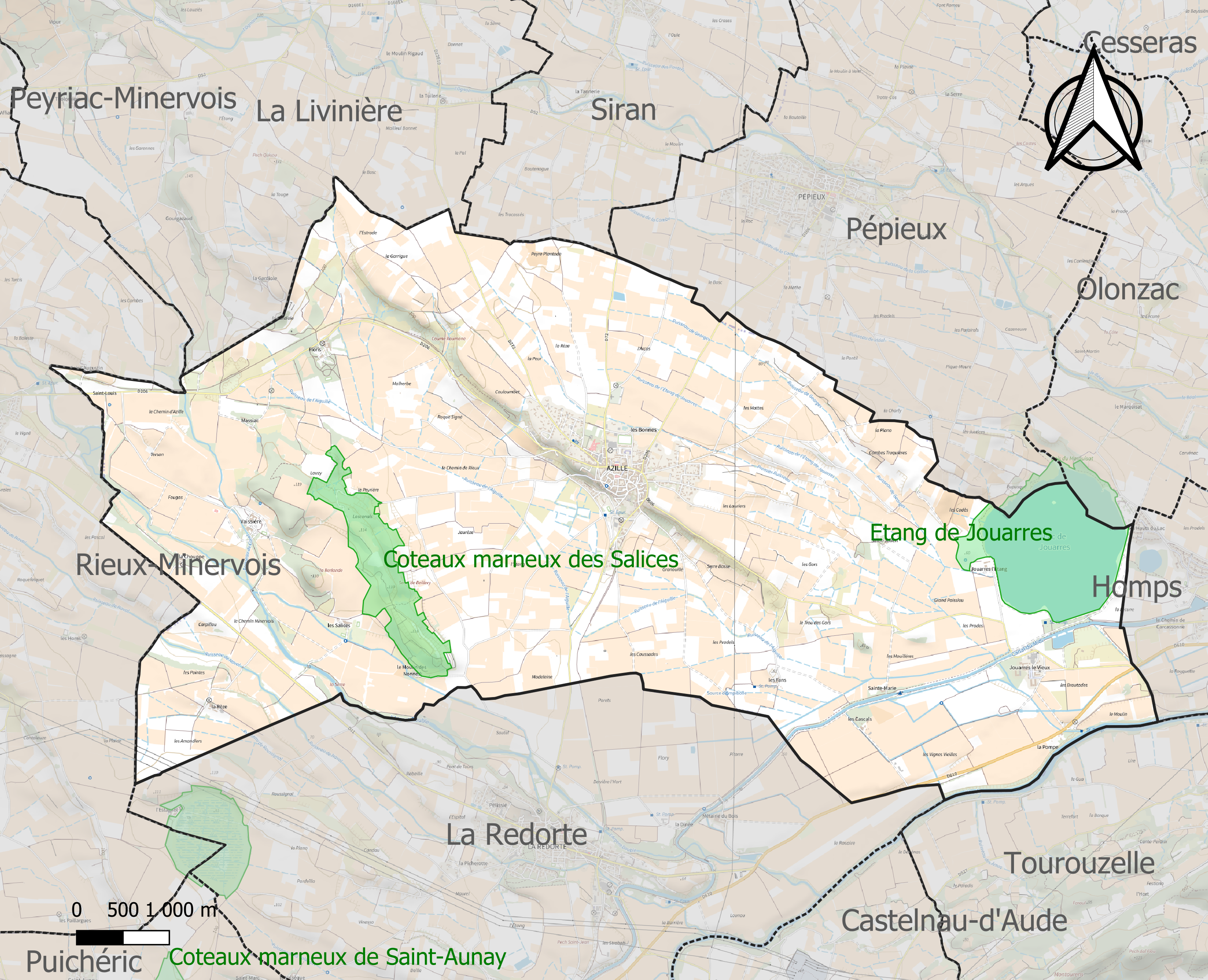
Carte des ZNIEFF de type 1 localisées sur la commune.

L’inventaire des zones naturelles d'intérêt écologique, faunistique et floristique (ZNIEFF) a pour objectif de réaliser une couverture des zones les plus intéressantes sur le plan écologique, essentiellement dans la perspective d’améliorer la connaissance du patrimoine naturel national et de fournir aux différents décideurs un outil d’aide à la prise en compte de l’environnement dans l’aménagement du territoire.
Deux ZNIEFF de type 1 sont recensées sur la commune :
les « coteaux marneux des Salices » (55 ha), et 
l'« étang de Jouarres » (111 ha), couvrant 3 communes dont 2 dans l'Aude et 1 dans l'Hérault.

## Urbanisme

### Typologie
Au 1er janvier 2024, Azille est catégorisée bourg rural, selon la nouvelle grille communale de densité à 7 niveaux définie par l'Insee en 2022.
Elle est située hors unité urbaine et hors attraction des villes,.

### Occupation des sols
L'occupation des sols de la commune, telle qu'elle ressort de la base de données européenne d’occupation biophysique des sols Corine Land Cover (CLC), est marquée par l'importance des territoires agricoles (90,5 % en 2018), une proportion sensiblement équivalente à celle de 1990 (90,4 %). La répartition détaillée en 2018 est la suivante : 
cultures permanentes (89,3 %), milieux à végétation arbustive et/ou herbacée (3,4 %), eaux continentales (3,4 %), zones urbanisées (2,7 %), zones agricoles hétérogènes (1,2 %). L'évolution de l’occupation des sols de la commune et de ses infrastructures peut être observée sur les différentes représentations cartographiques du territoire : la carte de Cassini (XVIIIe siècle), la carte d'état-major (1820-1866) et les cartes ou photos aériennes de l'IGN pour la période actuelle (1950 à aujourd'hui).

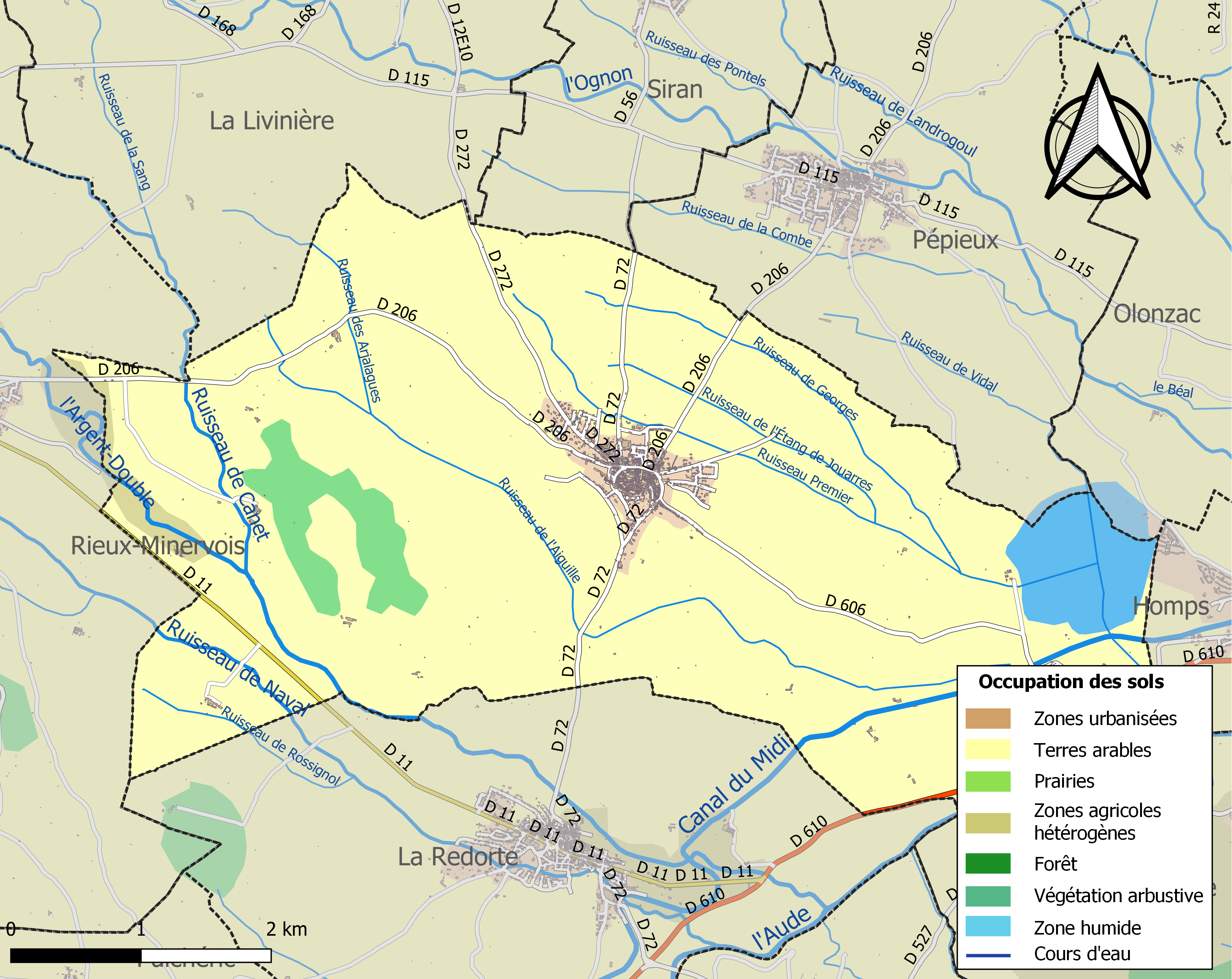
Carte des infrastructures et de l'occupation des sols de la commune en 2018 (CLC).

### Voies de communication et transports

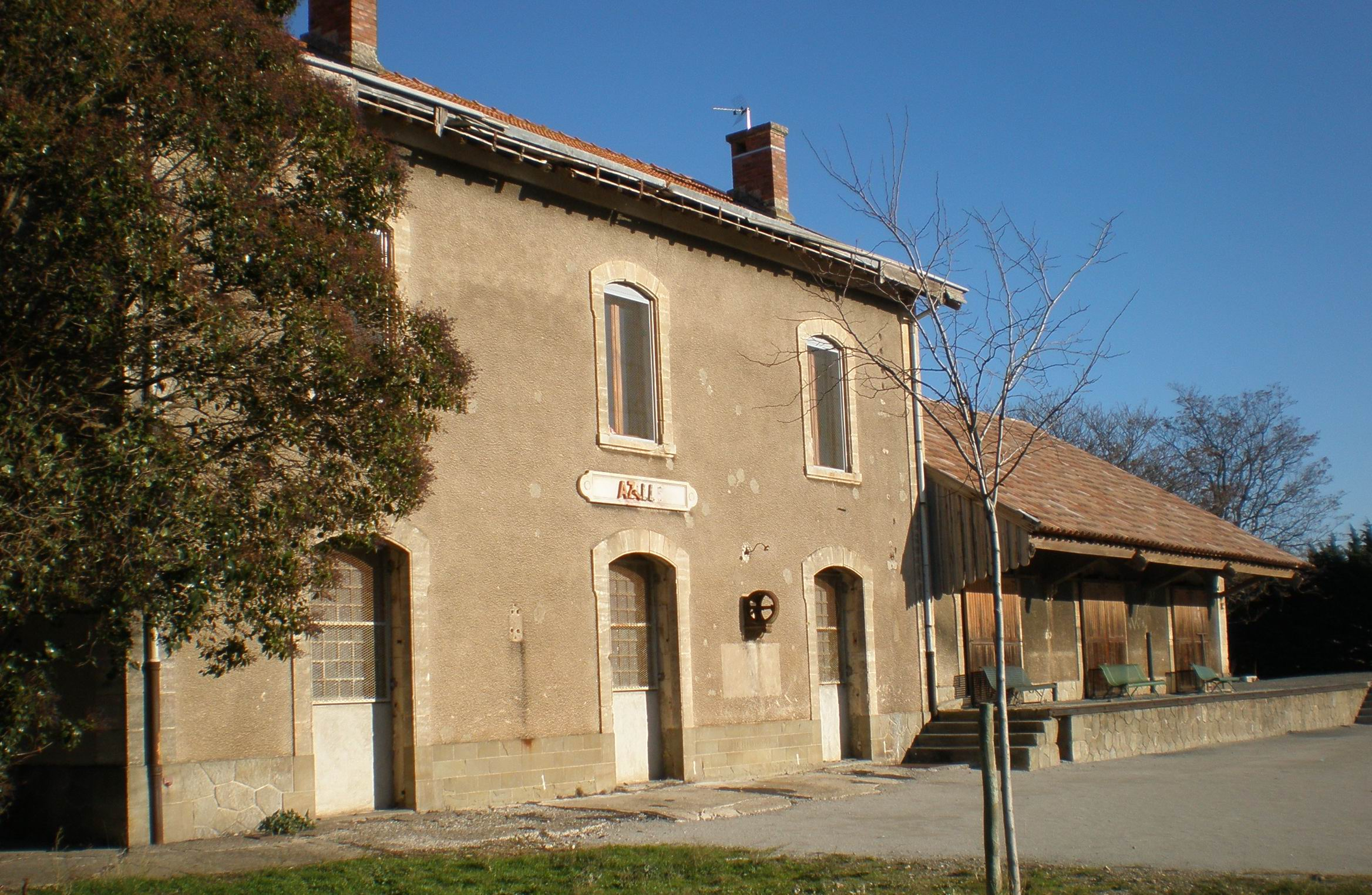
La gare.

Azille était desservie de 1887 à 1939 par la ligne de chemin de fer Moux - Caunes -Minervois. La gare reste visible ainsi qu'une grande partie des ouvrages d'art et des remblais.

### Risques majeurs
Le territoire de la commune d'Azille est vulnérable à différents aléas naturels : météorologiques (tempête, orage, neige, grand froid, canicule ou sécheresse), inondations et séisme (sismicité faible). Il est également exposé à un risque technologique, le transport de matières dangereuses, et à un risque particulier : le risque de radon. Un site publié par le BRGM permet d'évaluer simplement et rapidement les risques d'un bien localisé soit par son adresse soit par le numéro de sa parcelle.

#### Risques naturels
Certaines parties du territoire communal sont susceptibles d’être affectées par le risque d’inondation par débordement de cours d'eau, notamment le ruisseau de Canet, le ruisseau de Naval, l'Argent-Double, le canal du Midi et l'Aude. La commune a été reconnue en état de catastrophe naturelle au titre des dommages causés par les inondations et coulées de boue survenues en 1982, 1987, 1992, 1996, 1999, 2001, 2005, 2009 et 2018,.

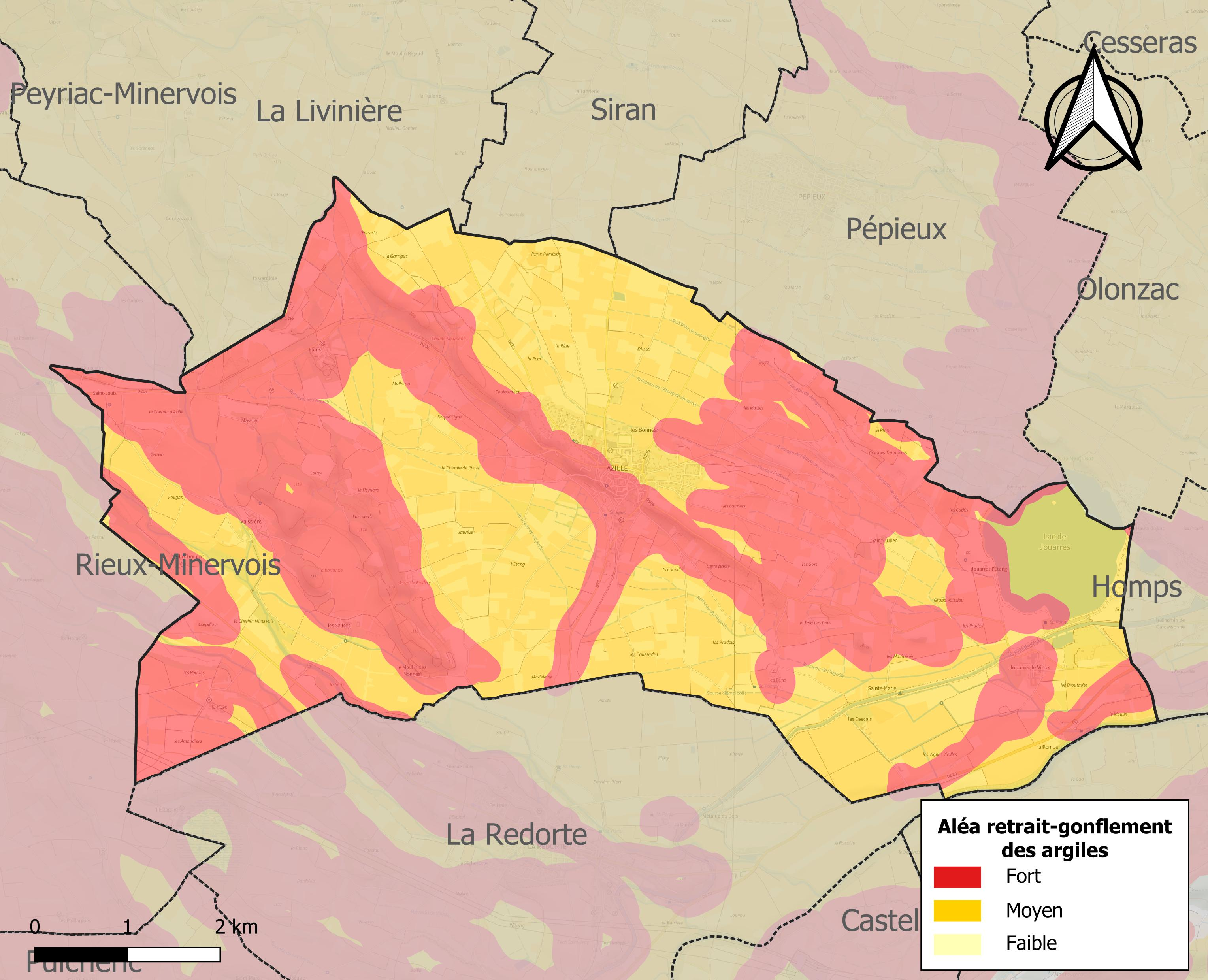
Carte des zones d'aléa retrait-gonflement des sols argileux d'Azille.

Le retrait-gonflement des sols argileux est susceptible d'engendrer des dommages importants aux bâtiments en cas d’alternance de périodes de sécheresse et de pluie. La totalité de la commune est en aléa moyen ou fort (75,2 % au niveau départemental et 48,5 % au niveau national). Sur les 811 bâtiments dénombrés sur la commune en 2019, 811 sont en aléa moyen ou fort, soit 100 %, à comparer aux 94 % au niveau départemental et 54 % au niveau national. Une cartographie de l'exposition du territoire national au retrait gonflement des sols argileux est disponible sur le site du BRGM,.

#### Risques technologiques
Le risque de transport de matières dangereuses sur la commune est lié à sa traversée par une route à fort trafic. Un accident se produisant sur une telle infrastructure est en effet susceptible d’avoir des effets graves au bâti ou aux personnes jusqu’à 350 m, selon la nature du matériau transporté. Des dispositions d’urbanisme peuvent être préconisées en conséquence.

#### Risque particulier
Dans plusieurs parties du territoire national, le radon, accumulé dans certains logements ou autres locaux, peut constituer une source significative d’exposition de la population aux rayonnements ionisants. Certaines communes du département sont concernées par le risque radon à un niveau plus ou moins élevé. Selon la classification de 2018, la commune d'Azille est classée en zone 2, à savoir zone à potentiel radon faible mais sur lesquelles des facteurs géologiques particuliers peuvent faciliter le transfert du radon vers les bâtiments.

## Histoire
Azille recèle en maints endroits de son territoire, les vestiges des civilisations qui se sont succédé de la Préhistoire à nos jours ; les tombes à incinération de l'âge du fer, dont le résultat des fouilles est déposé au musée d'Olonzac, la superbe villa romaine de la serre de Billery, dont la statue d'un silène de type grec qui pourrait être une représentation du satyre Marcyas est exposée au musée archéologique de Narbonne, ainsi que les nombreux sites répertoriés sur son territoire en témoignent. La récente découverte d'une nécropole wisigothe aux abords du village oriente vers une implantation sur son emplacement actuel dès les premiers siècles.
Au Moyen Âge, Azille est une des villes les plus importantes de l'archidiocèse de Narbonne.
Au cours du XIVe siècle, elle s'enrichit de l'église Saint-Julien, unie au chapitre Saint-Just de Narbonne, et de deux couvents, les Cordeliers et l'abbaye royale de Sainte-Claire. Fait exceptionnel, en dehors de la cité épiscopale, elle est alors la seule à posséder deux paroisses, Saint-Julien et Saint-André. La paroisse Saint-André, connue aujourd'hui par ses ruines et la dénomination d'un quartier, était unie en 1096 à Saint-Jacques-de-Béziers, puis en 1118 à l'abbaye de Lagrasse et enfin à Saint-Sébastien-de-Narbonne.
Saint julien fut le siège de l'archiprêtré du Minervois. Au XIVe siècle, elle reçoit le titre de « comté » : Azilhan lo Comtal. Elle fut ainsi dénommée jusqu'à la fin du XVIe siècle. Ville libre de tout pouvoir seigneurial dès 1483, elle appartient à la couronne, d'où les armes de son blason qui sont celles du roi, et elle est administrée par ses propres consuls élus.
Établie sur un éperon rocheux, la ville s'entoure de murailles fortifiées dotées de plusieurs portes et de tours rondes et carrées. La cité trop à l'étroit dans son enceinte crée alors plusieurs faubourgs dont celui de l'est au-delà de la porte de Narbonne, le plus ancien, qui s'enferme lui aussi dans une muraille. Au début du XIIIe siècle, Azille, touchée par le catharisme possédait une maison de Parfaits, qui disparut avec la tourmente de la Croisade. En 1289, 63 ans après la mort de François d'Assise, Eustache de Lévis fonde, ou restaure, le couvent des cordeliers situé hors les murs, dans le faubourg nord de la cité. En 1331, sa fille Isabelle de Lévis, veuve de Bertrand de l'Isle, fonde dans l'enceinte l'abbaye royale de Sainte-Claire (abbaye de Clarisses). Des vestiges des murailles et des monuments sont encore visibles de nos jours et font l'objet de visites guidées proposées par le syndicat d'initiative.
L'économie était basée traditionnellement sur la culture des céréales : les blés d'Azille étaient les plus réputés du Minervois, au début du XIXe siècle encore. Elle reposait aussi sur l'huile d'olive dont la commune était le plus grand producteur dans la région, et enfin sur le vin. Les nombreuses sources et fontaines permettent aux tanneurs et drapiers de prospérer. Située au cœur du pays Minervois la cité d'Azille draine aussi, lors de foires ou de marchés réputés, les petits producteurs de la Montagne Noire, toute proche.
À la fin du XIXe siècle, avec l'arrivée du chemin de fer (ligne de Moux à Caunes-Minervois), construit à cet effet, le commerce et l'industrie se développent. S'édifient alors de belles demeures bourgeoises visibles autour de la promenade : château Gallimard où séjourna le musicien César Franck. Château Raymond. Maisons Mignards et Auzoulat, avec d'intéressants décors de terre cuite.
Le canal du Midi, construit par Pierre-Paul Riquet en 1666, patrimoine mondial, traverse la commune sur 4 km. Dans la portion azilloise, on trouve l'écluse et le pont Riquet de Jouarres.

Vue panoramique d'Azille au pied de la Montagne Noire.

## Politique et administration

### Découpage territorial
La commune d'Azille est membre de l'intercommunalité Carcassonne Agglo, un établissement public de coopération intercommunale (EPCI) à fiscalité propre créé le 21 décembre 2012 dont le siège est à Carcassonne. Ce dernier est par ailleurs membre d'autres groupements intercommunaux.
Sur le plan administratif, elle est rattachée à l'arrondissement de Carcassonne, au département de l'Aude, en tant que circonscription administrative de l'État, et à la région Occitanie.
Sur le plan électoral, elle dépend du canton du Haut-Minervois pour l'élection des conseillers départementaux, depuis le redécoupage cantonal de 2014 entré en vigueur en 2015, et de la première circonscription de l'Aude  pour les élections législatives, depuis le redécoupage électoral de 1986.

### Liste des maires
| Période                                  | Période   | Identité          | Étiquette | Qualité                                  |
| ---------------------------------------- | --------- | ----------------- | --------- | ---------------------------------------- |
| mars 2001                                | juin 2020 | Philippe Chevrier | DVD       | Colonel Chevalier de la Légion d'honneur |
| juin 2020                                | En cours  | Georges Saliège   | SE        |                                          |
| Les données manquantes sont à compléter. |           |                   |           |                                          |

## Population et société

### Démographie
| 1793  | 1800  | 1806  | 1821  | 1831  | 1836  | 1841  | 1846  | 1851  |
| ----- | ----- | ----- | ----- | ----- | ----- | ----- | ----- | ----- |
| 1 114 | 1 373 | 1 467 | 1 488 | 1 498 | 1 580 | 1 572 | 1 636 | 1 648 |

| 1856  | 1861  | 1866  | 1872  | 1876  | 1881  | 1886  | 1891  | 1896  |
| ----- | ----- | ----- | ----- | ----- | ----- | ----- | ----- | ----- |
| 1 613 | 1 680 | 1 860 | 1 854 | 1 970 | 2 238 | 2 129 | 1 941 | 2 000 |

| 1901  | 1906  | 1911  | 1921  | 1926  | 1931  | 1936  | 1946  | 1954  |
| ----- | ----- | ----- | ----- | ----- | ----- | ----- | ----- | ----- |
| 2 062 | 2 107 | 2 033 | 2 110 | 1 960 | 1 989 | 1 836 | 1 564 | 1 524 |

| 1962  | 1968  | 1975  | 1982  | 1990  | 1999  | 2004  | 2006  | 2009  |
| ----- | ----- | ----- | ----- | ----- | ----- | ----- | ----- | ----- |
| 1 495 | 1 441 | 1 205 | 1 195 | 1 052 | 1 056 | 1 080 | 1 092 | 1 164 |

| 2014  | 2019  | 2022  | - | - | - | - | - | - |
| ----- | ----- | ----- | - | - | - | - | - | - |
| 1 159 | 1 113 | 1 125 | - | - | - | - | - | - |

### Manifestations culturelles et festivités
À l'initiative de l'association Band'Azillane le village organise une feria de plusieurs jours aux alentours du 1er mai. Se voulant avant tout une fête de la convivialité, elle est gérée par plus de 120 bénévoles et attire près de 30 000 personnes. La Feria d'Azille a fêté ses 10 ans en 2012.

## Économie

### Revenus
En 2018  (données Insee publiées en septembre 2021), la commune compte 509 ménages fiscaux, regroupant 1 082 personnes. La médiane du revenu disponible par unité de consommation est de 17 730 € (19 240 € dans le département).

### Emploi
| Division       | 2008   | 2013   | 2018   |
| -------------- | ------ | ------ | ------ |
| Commune        | 10,8 % | 12,9 % | 14,8 % |
| Département    | 10,2 % | 12,8 % | 12,6 % |
| France entière | 8,3 %  | 10 %   | 10 %   |

En 2018, la population âgée de 15 à 64 ans s'élève à 606 personnes, parmi lesquelles on compte 73,4 % d'actifs (58,6 % ayant un emploi et 14,8 % de chômeurs) et 26,6 % d'inactifs,. Depuis 2008, le taux de chômage communal (au sens du recensement) des 15-64 ans est supérieur à celui de la France et du département.
La commune est hors attraction des villes,. Elle compte 237 emplois en 2018, contre 229 en 2013 et 224 en 2008. Le nombre d'actifs ayant un emploi résidant dans la commune est de 368, soit un indicateur de concentration d'emploi de 64,3 % et un taux d'activité parmi les 15 ans ou plus de 48,3 %.
Sur ces 368 actifs de 15 ans ou plus ayant un emploi, 145 travaillent dans la commune, soit 39 % des habitants. Pour se rendre au travail, 85,7 % des habitants utilisent un véhicule personnel ou de fonction à quatre roues, 1,7 % les transports en commun, 4,9 % s'y rendent en deux-roues, à vélo ou à pied et 7,7 % n'ont pas besoin de transport (travail au domicile).

### Activités hors agriculture

#### Secteurs d'activités
87 établissements sont implantés  à Azille au 31 décembre 2019. Le tableau ci-dessous en détaille le nombre par secteur d'activité et compare les ratios avec ceux du département,.
| Secteur d'activité                                                                                        | Commune | Commune | Département |
| Secteur d'activité                                                                                        | Nombre  | %       | %           |
| --- | ------- | ------- | ----------- |
| Ensemble                                                                                                  | 87      | 100 %   | (100 %)     |
| Industrie manufacturière, industries extractives et autres                                                | 10      | 11,5 %  | (8,8 %)     |
| Construction                                                                                              | 13      | 14,9 %  | (14 %)      |
| Commerce de gros et de détail, transports, hébergement et restauration                                    | 33      | 37,9 %  | (32,3 %)    |
| Information et communication                                                                              | 1       | 1,1 %   | (1,6 %)     |
| Activités financières et d'assurance                                                                      | 1       | 1,1 %   | (2,7 %)     |
| Activités immobilières                                                                                    | 3       | 3,4 %   | (5,2 %)     |
| Activités spécialisées, scientifiques et techniques et activités de services administratifs et de soutien | 7       | 8 %     | (13,3 %)    |
| Administration publique, enseignement, santé humaine et action sociale                                    | 11      | 12,6 %  | (13,2 %)    |
| Autres activités de services                                                                              | 8       | 9,2 %   | (8,8 %)     |

Le secteur du commerce de gros et de détail, des transports, de l'hébergement et de la restauration est prépondérant sur la commune puisqu'il représente 37,9 % du nombre total d'établissements de la commune (33 sur les 87 entreprises implantées  à Azille), contre 32,3 % au niveau départemental.

#### Entreprises
Les deux entreprises ayant leur siège social sur le territoire communal qui génèrent le plus de chiffre d'affaires en 2020 sont : 
- La Residence Du Chateau De Jouarres, hôtels et hébergement similaire (251 k€)
- Le Saint Jacques, restauration traditionnelle (35 k€)

### Vignobles

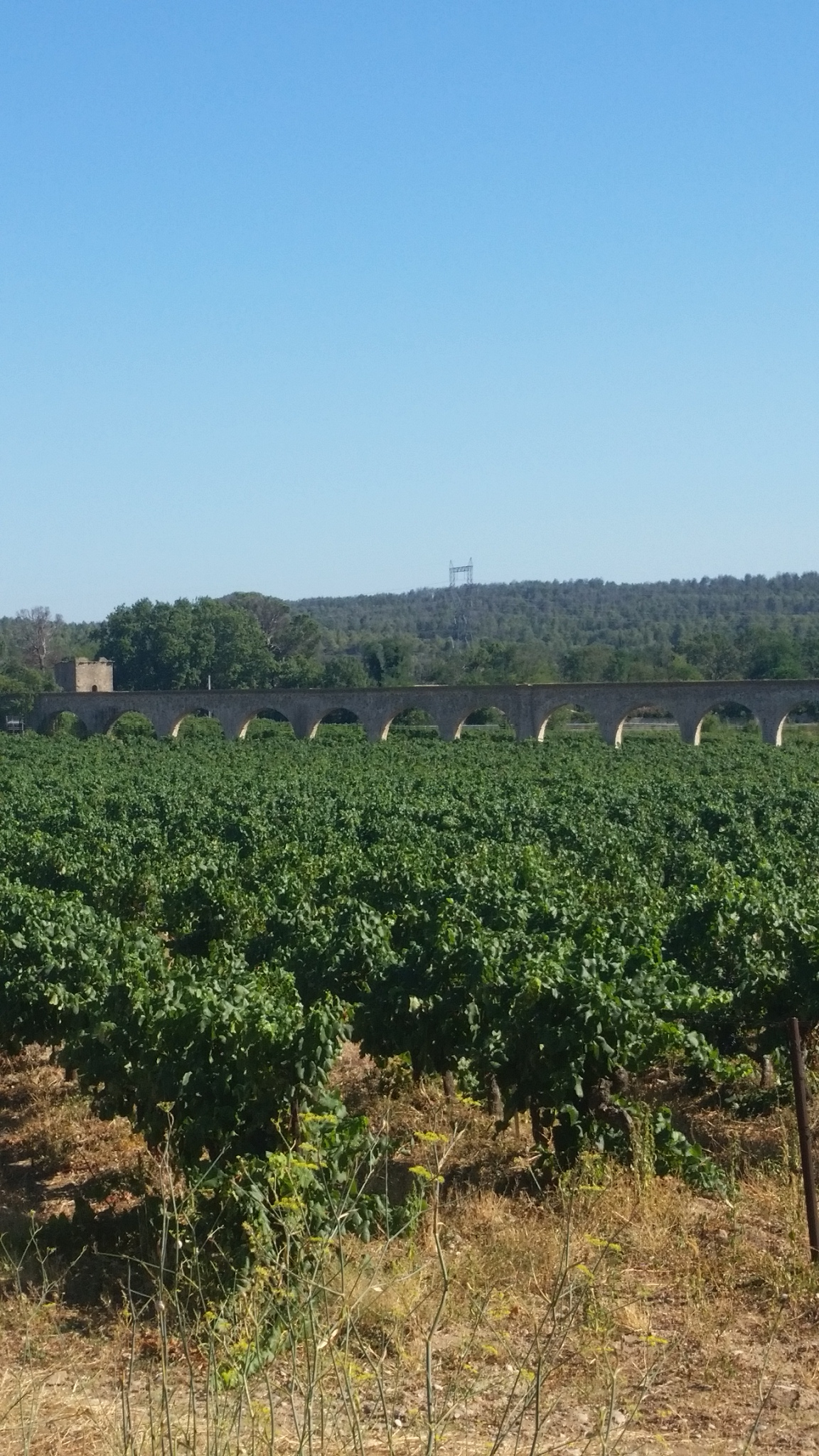
Aqueduc de l'étang de Jouarres à Azille.

Le territoire d'Azille, de 2000 hectares, inclut 14 domaines :
- Jouarres est l'une des dernières caves du XIXe siècle avec des foudres en bois. Domaine dont les terres sont traversées par le canal du Midi, ainsi que la rivière Aude, le ruisseau de l'Aiguille coupé par une voie romaine secondaire près des Fans.
- Le domaine du hameau de Jouarres, proche du lac de Jouarres, aujourd'hui aménagé en base de loisirs.
- Les Cascals, avec son spectaculaire aqueduc et de la Pompe entre Aude et canal du Midi.
- Les Fans, qui appartenait autrefois (1700) au seigneur de Massiac de Gazel, traversé par une voie romaine secondaire.
- Sainte-Marie sur les berges du canal du Midi
- Saint-Julien (produits biologiques).
- Le château de Floris, bel édifice du XIXe siècle, fut fondé en 1536, sur la route de Rieux.
- Massiac, fief érigé en 1697.
- Vaissière et son église romane du XIIe siècle à Saint-Étienne de Tersan, près de la rivière l'Argent-Double.

De part et d'autre de la route de Rieux à la Redorte, la rivière l'Argent Double borde aussi :
- La Chouppe, la Rèze, et les Salices, qui appartenaient aux Clarisses.
- Le « Moulin des Nonnes », propriété désaffectée, ayant appartenu au Moyen Âge à l'abbaye royale Sainte-Claire-d'Azille, possédait un moulin à eau.

Le territoire est aussi remarquable par la diversité de sa faune et de sa flore, avec ses garrigues et ses oliviers, typiquement méditerranéens.
Culture de l'olivier en recrudescence depuis une décennie.

### Agriculture
La commune fait partie de la petite région agricole dénommée « Région viticole ». En 2010, l'orientation technico-économique de l'agriculture  sur la commune est la viticulture (appellation et autre).
|                                   | 1988  | 2000 | 2010 |
| --------------------------------- | ----- | ---- | ---- |
| Exploitations                     | 143   | 96   | 104  |
| Superficie agricole utilisée (ha) | 1 571 | 1509 | 1756 |

Le nombre d'exploitations agricoles en activité et ayant leur siège dans la commune est passé de 143 lors du recensement agricole de 1988 à 96 en 2000 puis à 104 en 2010, soit une baisse de 27 % en 22 ans. Le même mouvement est observé à l'échelle du département qui a perdu pendant cette période 52 % de ses exploitations. La surface agricole utilisée sur la commune a quant à elle augmenté, passant de 1 571 ha en 1988 à 1 756 ha en 2010. Parallèlement la surface agricole utilisée moyenne par exploitation a augmenté, passant de 11 à 17 ha.

## Culture locale et patrimoine

### Lieux et monuments

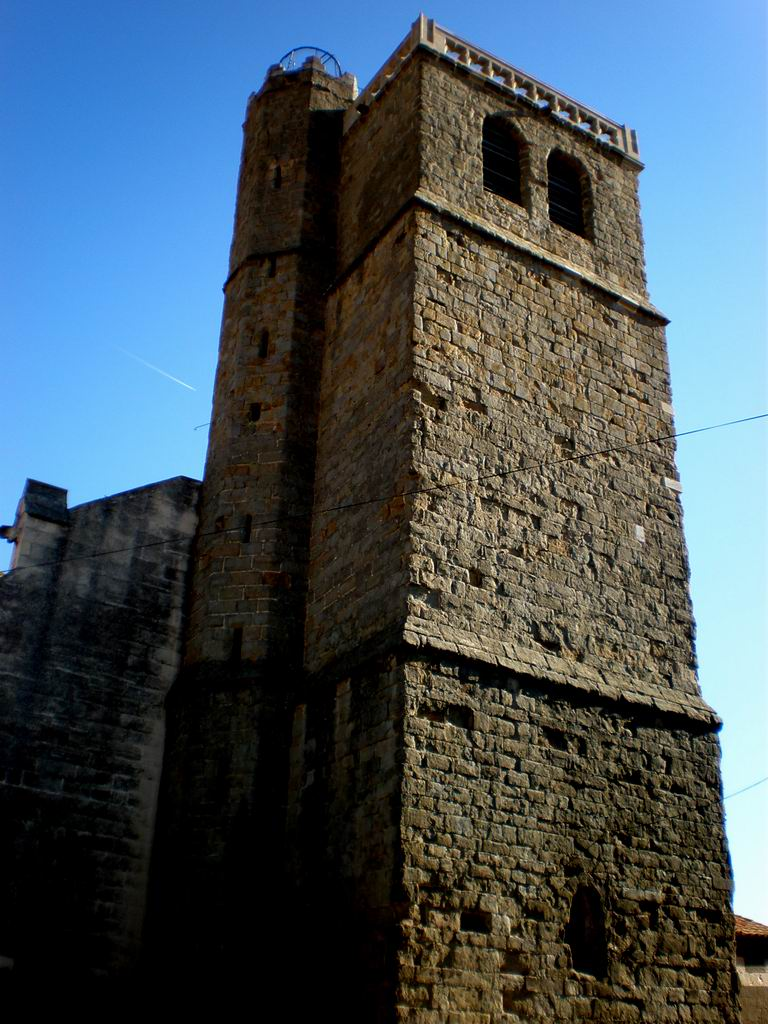
Église Saint-Julien-et-Sainte-Basilisse d'Azille. Le clocher-tour de 36 mètres.

- L'église paroissiale Saint-Julien-et-Sainte-Basilisse : l'église date du XIVe siècle. L'édifice a été classé au titre des monuments historiques en 1912[42]. C'est un remarquable exemple de gothique méridional avec nef unique large, à trois travées croisées d'ogives, et vaste abside à pans, clocher tour de 36 m. Elle renferme plusieurs objets remarquables : une chapelle de la confrérie de Saint-Jacques avec des statues et reliquaires en bois doré. Cette chapelle servait de siège pour la confrérie des pèlerins. Azille fut un temps un lieu de départ de pèlerinage vers Compostelle. L'église renferme également l'une des plus belles réalisations de la sculpture gothique méridionale, une Vierge à l'Enfant en pierre polychrome, considérée comme l'une des plus belles réalisations de la sculpture gothique du XIVe siècle, dans la France méridionale. Elle figura à ce titre dans deux expositions à Paris, notamment au Grand Palais.

- Chapelle Saint-Étienne de Tersan à Vaissière : cette église préromane possède un plan basilical à trois nefs et trois absides. La nef tripartite et les deux absidioles datent du Xe siècle. Au XIe siècle, fut entrepris un voûtement partiel des vaisseaux. Le chapiteau au sud du chœur a été attribué à l'atelier du maître de Cabestany. Il a été créé au XIIe siècle pendant la reconstruction de la grande abside. L'édifice a été inscrit au titre des monuments historiques en 1948[43].

- La chapelle des Clarisses d'Azille. L'élévation et voûtes du sanctuaire et d'une travée, le blason sculpté au contrefort Sud, la fenêtre du chevet et le linteau sculpté de la porte ont été inscrits au titre des monuments historiques en 1948[44].

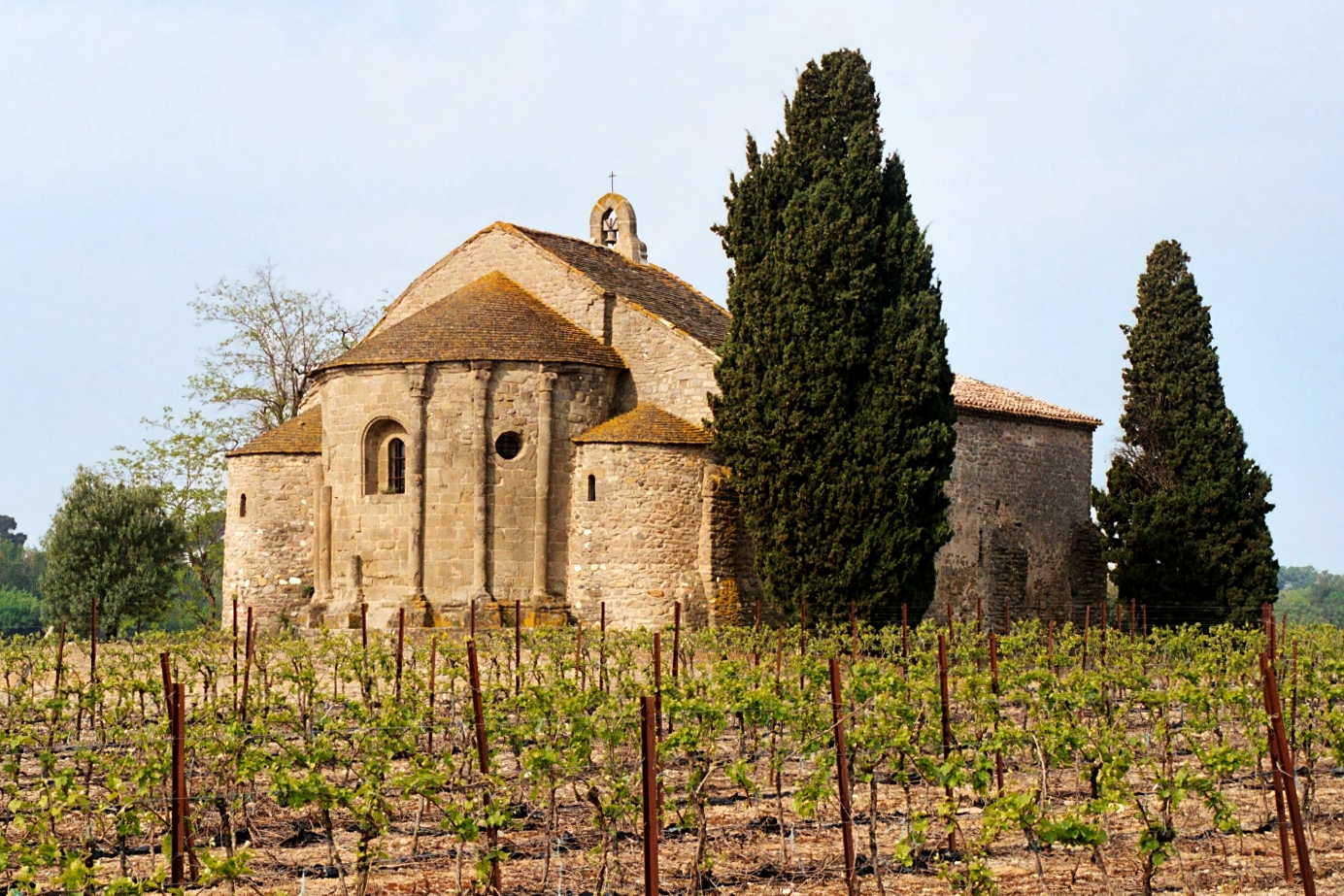
Chapelle Saint-Étienne de Tersan à Vaissière
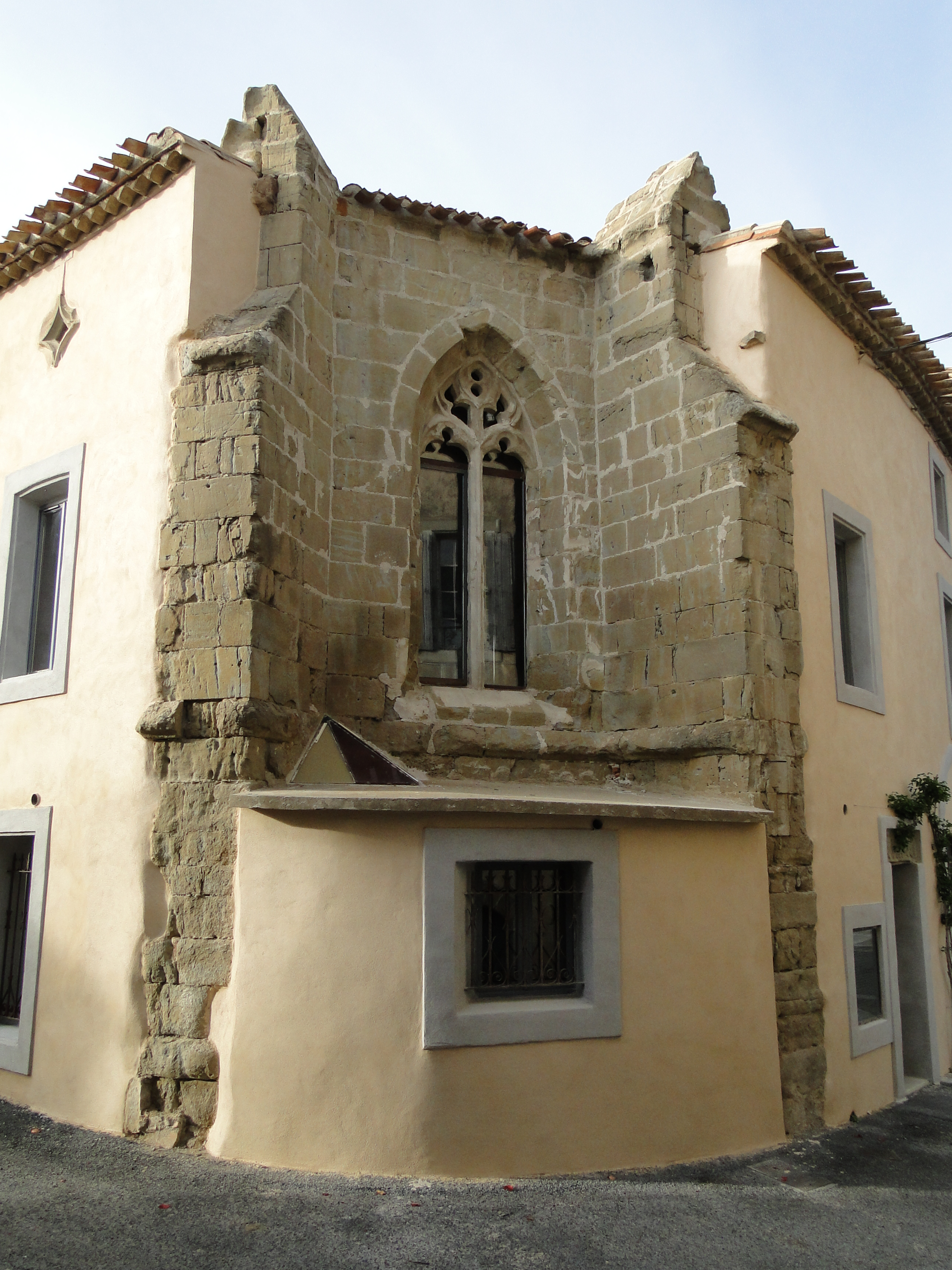
La chapelle des Clarisses d'Azille.

- La source Saint-André : elle jaillit dans un édicule gothique du XIVe siècle voûté par une croisée d'ogives. Son nom rappelle la paroisse qui existait au XIe siècle et qui fut détruite en 1791.
- L'ancien presbytère, vraisemblablement le Tinal des archiprêtres : belle salle avec plancher porté par des arcs diaphragmes en tiers-point, chanfreiné, visibles au syndicat d'initiative.
- L'abbaye royale Sainte-Claire : désaffectée et vendue à des particuliers sous la Révolution, on peut en apercevoir les vestiges sur la place de l'église.
- Le monastère Sainte-Claire : les religieuses clarisses sont revenues à Azille en 1891 et ont bâti leur monastère près de la route de la Livinière. En 2008[45], les clarisses ont passé le relais aux Chanoinesses de la Mère de Dieu.
- Le couvent des Cordeliers : fondé au XIIIe siècle, vendu à la Révolution, on peut encore voir les vestiges de l'église des Cordeliers chez les particuliers. Plusieurs pierres sculptées sur des façades d'immeubles de la ville en proviennent sans doute. Les arcs du chœur de l'église sont visibles depuis les allées Pol-Lapeyre.
- Le rempart du Moyen Âge : Partiellement détruit au XVIIIe siècle, il fut pour la plus grande partie intégré à des maisons construites sur son front. On peut en suivre la ligne sur les boulevards qui ont remplacé les anciens fossés comblés. Quelques portions sont visibles en plusieurs points, notamment près du syndicat d'initiative.
- Les témoins de la grande époque viticole (1870 - 1910) : la cave de vieillissement de Jouarres, le château et son portail néogothique près du pont du canal. Le château de style néo-Renaissance, à Floris.
- Lac de Jouarres.

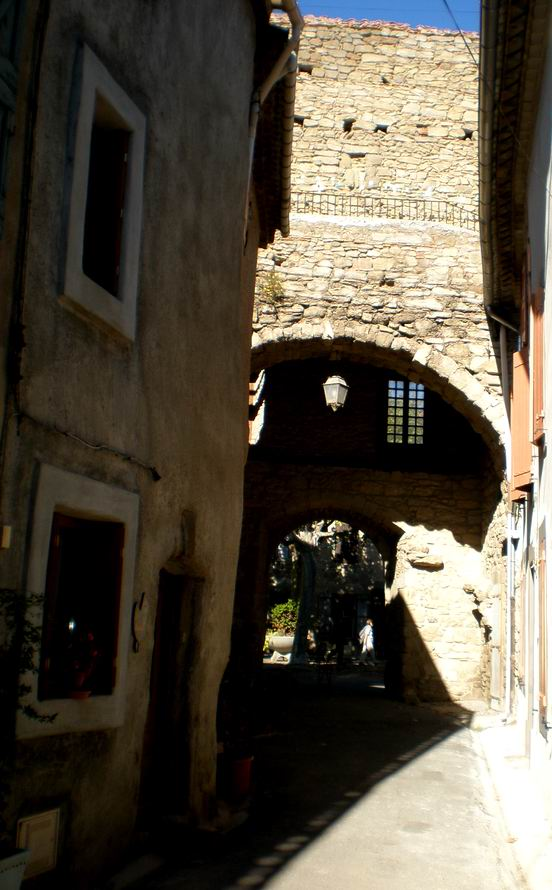
Porte dans le rempart.
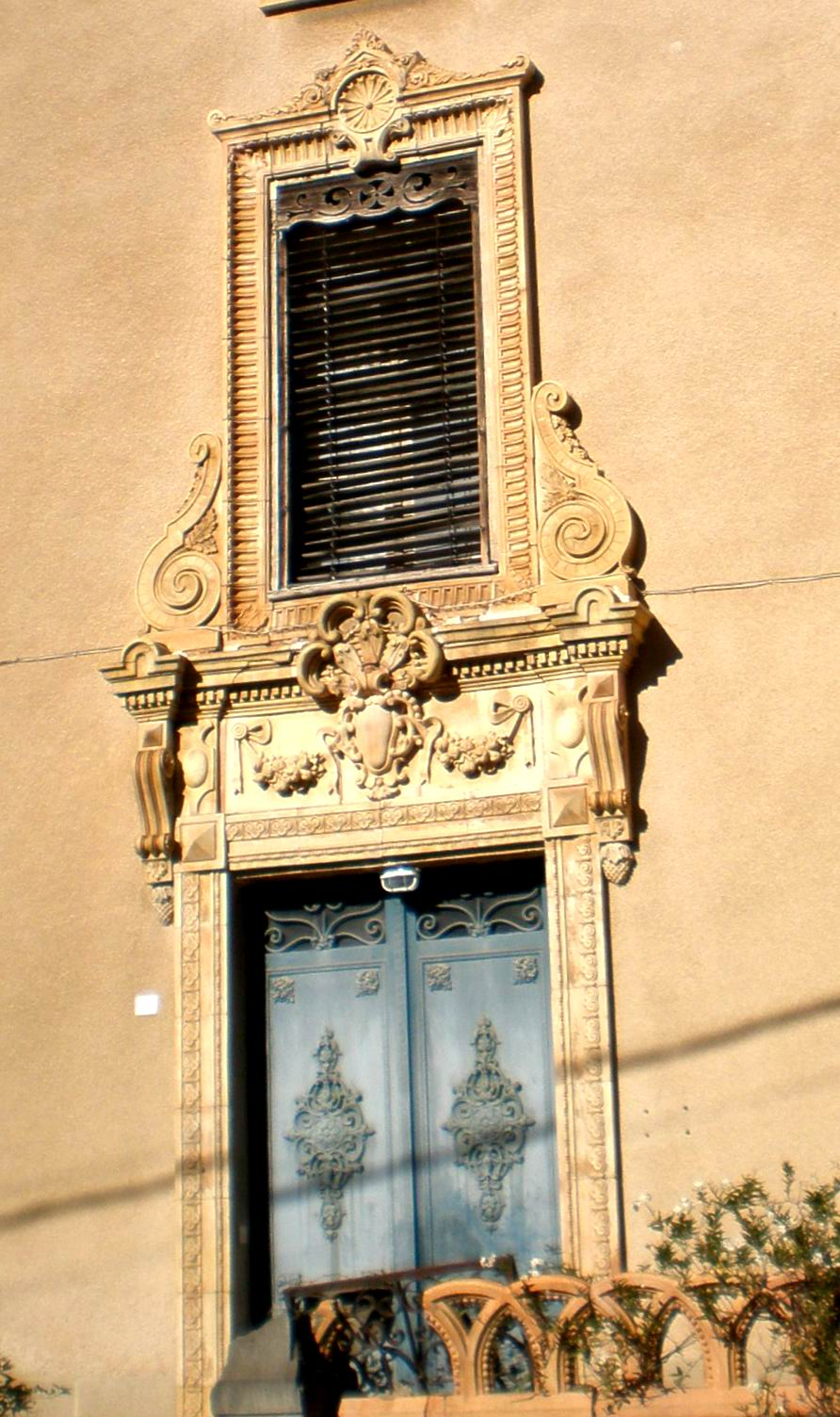
Maison avec ornementation en terre cuite.

### Azille et le cinéma
En 1967, une séquence du film "Le Petit Baigneur" de Robert Dhéry, avec Louis de Funès, fut tournée à Azille, sur un passage à niveau gardé et équipé de barrières oscillantes. Un autorail unifié de 150 CV (série X 5500/ 5800) y fait deux fois un passage. À cette époque la ligne entre Moux et Caunes n'a plus que deux années à vivre. Et la présence d'un autorail était exceptionnelle, pour les besoins du film, puisque plus aucun train de voyageurs ne circulait depuis 28 ans.

### Personnalités liées à la commune
- Antoine Sabarthès, chanoine né en 1854 sur la commune, historien de l'Aude.
- Pol Lapeyre, jeune Saint-Cyrien né à Paris, mort à 20 ans après avoir lutté 60 jours et 60 nuits pour défendre son poste pendant les combats du Maroc en 1925.
- Gabriel Delort, conseiller général de l'Aude, 14 prairial an VIII - 1830.

### Héraldique
| Azille | Son blasonnement est : D'azur aux trois fleurs de lys d'or. |